# Соурпис, Франгискос
Франгискос Сурпис (греч. Φραγκίσκος Σούρπης; род. 4 марта 1943, Афины) — греческий футболист, защитник.

## Карьера

### Клубная карьера
Во взрослом футболе дебютировал в 1962 году в клубе «Панатинаикос». В общей сложности он отыграл за клуб 11 сезонов. За это время он шесть раз становился чемпионом Греции, два раза выигрывал Кубок Греции по футболу и вместе с командой вышел в финал Кубка европейских чемпионов 1971 года.

### Карьера в сборной
В 1964 году дебютировал в официальных матчах в составе национальной сборной Греции, в которой играл на протяжении трёх сезонов.
Всего в составе сборной провёл 6 матчей.

## Достижения
«Панатинаикос»
- Чемпион Греции (6): 1961/62, 1963/64, 1964/65, 1968/69, 1969/70, 1971/72
- Обладатель Кубка Греции (2): 1967, 1969